# Eugalta sulawensis
Eugalta sulawensis là một loài tò vò trong họ Ichneumonidae.